# Tomoplagia heringi
Tomoplagia heringi är en tvåvingeart som beskrevs av Aczel 1955. Tomoplagia heringi ingår i släktet Tomoplagia och familjen borrflugor. Inga underarter finns listade i Catalogue of Life.